# Fotomoto
Fotomoto — український електропоп-гурт із Запоріжжя, що співає французькою мовою.

## Історія гурту
До Fotomoto двоє з учасників цього гурту, Сергій Сергєєв та Антон Сінгуров, брали участь у групі Реликтовые грузовики. Вокалістом був африканець, який співав на суахілі.
У цей час Ольга Володіна співала російською кельтський фольк у складі групи Николай Ставрогин та читала вірші Йосипа Бродского на музику групи Школа танцев.
1999 року Сергєєв та Сінгуров об'єдналися в інструментальний гурт Fotomoto. Музику вони створювали в себе вдома, маючи три дешевих синтезатори, стару драм-машину Alesis та радянську гітару. За рік до Fotomoto приєдналася вокалістка Ольга Володіна, яка й запропонувала співати французькою. Трохи пізніше у склад гурту входить Олександр Іванов.
У 2002 році гурт видає свій перший альбом Fotomoto на російському інді-лейблі Taiga Sounds. Цього ж року вініловий сингл "Le sport, la musique" випускає британська фірма Jonathan Whiskey Records.
Fotomoto вподобав російський музичний критик Артемій Троїцький. Він рекомендував записувати наступний альбом гурту на московському лейблі "Снегири", що належить Олегу Нєстєрову, фронтмену групи Мегаполис. У 2003 році "Снегири" випустили другий альбом Fotomoto "Suranov, а?", що називався на честь друга гурту Олексія Суранова. Пізніше учасники Fotomoto зізнавалися, що лишилися незадоволеними співпрацею зі "Снегирями".
Набільшим досягненням Fotomoto вважають їхній виступ на радіо-шоу легендарного британського діджея Джона Піла, яке виходило щотижня на BBC Radio 1. Записати John Peel Sessions досі не вдавалося жодному з музикантів колишнього СРСР. Сам Джон Піл згадував, що на тлі інших східноєвропейських гуртів якість музики Fotomoto приємно його вразила.
"Більша частина музики, що потрапляє до мене зі Східної Європи, виявляється зловісним металом, не надто високого рівня. А коли ти бачиш ці гурти наживо — я, звісно, узагальнюю, - у їхніх виступах забагато якогось кабаре. Завжди хтось із групи вдягнений як клоун чи чернець, а вокал жахливо театральний", - казав Джон Піл.
Тож у 2004 та 2005 роках Fotomoto було запрошено до студії Джона Піла у Лондоні. Щоправда, під час першого свого візиту до Британії Fotomoto так і не побачили Піла, який на той час перебував на одному із фестивалів у Барселоні. Fotomoto згадують, що розписалися на стіні студії, десь між автографами Prodigy та Franz Ferdinand.
Джон Піл також вніс деякі пісні групи у свій Record Box, що відкрило українцям шлях до європейських гіт-парадів, виступів у клубах та на фестивалях. Зокрема, на концерті в Москві Fotomoto виступали на розігріві в The Future Sound of London.
Європейський успіх Fotomoto викликав цікавість до України в кореспондента британського часопису The Observer Метью Колліна. Той поїхав до Запоріжжя, яке видалося йому пекельним містом-заводом. Результатом поїздки до України стала доволі розлога стаття в The Observer про український шоу-бізнес та Помаранчеву революцію.
2005 року данський інді-лейбл Copenhagen Sound видає третій альбом Fotomoto під назвою "Model". За кілька місяців його перевидала фірма Low Transit Recordings з австралійського Мельбурна.
Останні пять років Fotomoto заробляли здебільшого на корпоративних вечірках, переспівуючи гіти Depeche Mode, Desireless та Erasure в Україні, Європі, Росі та навіть Африці (Гвінея). Гурт також брав участь у кількох фестивалях та озвучував модні дефіле. У російському телефільмі "Антикиллер" звучить композиція "Le sport, la musique".

## Дискографія

### Альбоми
- 2002 — Fotomoto (Taiga Sounds, Санкт-Петербург, Росія);
- 2003 — Suranov, A? (Снегири (Легкие), Москва, Росія);
- 2005 — Model (Copenhagen Sound, Копенгаген, Данія; Low Transit Recordings, Мельбурн, Австралія);

### Сингли
2002 — Le sport, la musique, 7-дюймова вінілова платівка (Jonathon Whiskey Records, Лідс, Велика Британія);